# Terriglobus aquaticus
Terriglobus aquaticus es una bacteria gramnegativa del género Terriglobus. Fue descrita en el año 2013. Su etimología hace referencia a acuático. Es aerobia e inmóvil. Tiene un tamaño de 0,6-0,8 μm de ancho por 1,4-2 μm de largo. Catalasa positiva y oxidasa negativa. Forma colonias convexas, circulares, lisas, opacas, de color rosa y con márgenes enteros en agar R2A tras 7 días de incubación. No crece en agar MA, NA, PCA ni TSA. Temperatura de crecimiento entre 15-30 °C, óptima de 25 °C. Es sensible a amoxicilina/ácido clavulánico, meropenem, cefoxitina, doxiciclina, tetraciclina y vancomicina. Resistente a amikacina, ampicilina, aztreonam, ceftriaxona, ceftazidima, cefazolina, cloranfenicol, ciprofloxacino, eritromicina, gentamicina, kanamicina, levofloxacino, ácido nalidíxico, penicilina, polimixina, estreptomicina y sulfametoxazol. Tiene un contenido de G+C de 63,2%. Se ha aislado de agua dulce en el reservorio Juam, Corea del Sur. 